# کونستانتینوس کوزانیتاس
کونستانتینوس کوزانیتاس (به انگلیسی: Konstantinos Kozanitas) ژیمناست زادهٔ 1880 میلادی اهل یونان است.